# Jack Starrett
Jack Starrett (* 2. November 1936 in Refugio, Texas; † 27. März 1989 in Sherman Oaks, Kalifornien) war ein US-amerikanischer Schauspieler und Regisseur.

## Werdegang
Jack Starret, geboren als Claude Ennis Starrett Jr., arbeitete als Ölarbeiter, bevor er nach Hollywood ging. Er hatte dort 1961 seine erste Film-Rolle als Football-Trainer in Wie der Vater so der Sohn, wovon 1965 und 1987 Fortsetzungen gedreht wurden. 
In Motorrad-Rocker-Filmen trat Starrett mehrfach als Gesetzeshüter auf, u. a. 1967 in Die wilden Schläger von San Francisco (Originaltitel: Hells Angels on Wheels, Hauptrolle Jack Nicholson). Für die Rolle des Südstaaten-Anwalts im Kultfilm Easy Rider hatte 1968 Regisseur Dennis Hopper Starrett vorgesehen, „der Regisseur wurde, Football in Texas gespielt hat, und ein wirklich guter Schauspieler war, das war der den ich wollte“. Drehbuchautor Terry Southern dagegen hatte für diese Rolle Rip Torn im Sinn, beide sind ebenfalls Texaner. Als Hopper von der Standortsuche im Südwesten der USA zurückkam, sagte er wenig schmeichelhaftes über die Bewohner des Lone-Star-Staates, der bei den Dreharbeiten komplett ausgelassen wurde. Es kam in einem New Yorker Restaurant zum Streit mit Torn, und in den 1990ern sogar zu einem Gerichtsprozess über den Vorfall. Letztendlich setzte der Geldgeber Bert Schneider der von der Ostküste stammenden Jack Nicholson durch, der 1970 dafür eine Oscar-Nominierung als beste Nebendarsteller erhielt. Oscar/Bestes_Originaldrehbuch#1961–1970
Starret verlegte sich auf die Tätigkeit als Filmregisseur, seine erste Arbeit war 1969 der Motorrad-Action-Film Run, Angel, Run (1969). Bis 1982 war er als Filmregisseur tätig und endete in diesem Bereich seine Karriere mit dem Film Flucht auf heißen Reifen (1982), wobei er auch als Regisseur im Fernsehen tätig war.
Er hatte noch andere bekannte Auftritte, etwa in der Westernparodie Der wilde wilde Westen (auch: „Is’ was, Sheriff?“, Original und deutscher DVD-Titel: Blazing Saddles) aus dem Jahr 1974, in dem er den kauzigen kauderwelschenden Hinterwäldler Gabby Johnson spielt, eine Parodie auf den bärtigen Western-Nebendarsteller Gabby Hayes. Bekannt ist Starrett auch durch seine Rolle als brutaler Hilfssheriff Galt im Actionfilm Rambo (1982). Starrett hatte ebenfalls Gastrollen in US-Serien wie Hunter, Das A-Team und Knight Rider. Bis zu seinem Lebensende war er als Schauspieler tätig.
Starrett starb im Alter von 52 Jahren an Nierenversagen. Er war mit Valerie Starrett verheiratet. Aus der Ehe ging ihre Tochter Jennifer Starrett hervor, die bis 1983 ebenfalls als Schauspielerin tätig war.

## Filmografie
Regie
- 1969: Run, Angel, Run
- 1970: Verdammt, verkommen, verloren – The Losers (The Losers)
- 1970: Schrei, wenn wir verrecken! (Cry Blood, Apache)
- 1970: Flucht nach San Diego (Hight Chase)
- 1972: Slaughter
- 1973: Ein Fall für Cleopatra Jones (Cleopatra Jones)
- 1975: Vier im rasenden Sarg (Race with the Devil)
- 1976: Jagdzeit in Texas (A Small Town in Texas)
- 1977: Die Spur des Skorpions (Nowhere to Hide)
- 1977: Der Große aus dem Dunkeln – Teil 3 (Final Chapter: Walking Tall)
- 1979: Scouts / Mister Horn – Sein Weg zum Galgen (Mr. Horn)
- 1982: Flucht auf heißen Reifen (Kiss My Grits)

Darsteller
- 1961: Wie der Vater so der Sohn (Like Father, Like Son) – Regie: Tom Laughlin
- 1967: Engel der Hölle (The Born Losers) – Regie: Tom Laughlin
- 1974: Der wilde wilde Westen (Blazing Saddles) – Regie: Mel Brooks
- 1982: Rambo (First Blood) – Regie: Ted Kotcheff
- 1982: Knight Rider (Season Two’s K.I.T.T. The Cat)
- 1983: Grizzly II: Revenge (Grizzly II: The Predator) [Premiere 2020]
- 1984: Menschen am Fluß (The River) – Regie: Mark Rydell
- 1985: Hunter (Fernsehserie, Folge 1x20: Sniper, Folge 2x07: Rape And Revenge (2)
- 1987: Wie der Vater, so der Sohn (Like Father Like Son) – Regie: Rod Daniel
- 1988: Chase – Tödliches Spiel (Death Chase) – Regie: David A. Prior
- 1989: Nightwish – Out of Control (Nightwish) – Regie: Bruce R. Cook
- 1989: 24 Stunden gejagt (Brothers in Arms) – Regie: George Bloom